# Rząd Giorgiego Kwirikaszwilego
Rząd Giorgiego Kwirikaszwilego – rząd Gruzji pod kierownictwem Giorgiego Kwirikaszwilego. Został powołany 30 grudnia 2015 roku w miejsce rządu Irakli Garibaszwilego. Jest to rząd koalicyjny partii Gruzińskie Marzenie, Partii Republikańskiej oraz partii Nasza Gruzja – Wolni Demokraci.
23 grudnia 2015 roku rząd Irakli Garibaszwilego podał się do dymisji. 25 grudnia władze klubu parlamentarnego Gruzińskie Marzenie – Demokratyczna Gruzja ogłosiły kandydaturę Giorgiego Kwirikaszwilego na nowego premiera. Tego samego dnia Prezydent Gruzji Giorgi Margwelaszwili przedstawił kandydaturę Giorgiego Kwirikaszwilego parlamentowi. Parlament Gruzji 30 grudnia 2015 roku zaaprobował kandydaturę. Nowy rząd poparło 86 deputowanych, zaś 28 opowiedziało się przeciwko niemu.

## Skład rządu
Źródło:
| Funkcja                                                       | Zdjęcie | Imię i nazwisko       | Partia polityczna | Partia polityczna              | Data powołania  |
| ------------------------------------------------------------- | ------- | --------------------- | ----------------- | ------------------------------ | --------------- |
| Premier                                                       |         | Giorgi Kwirikaszwili  |                   | Gruzińskie Marzenie            | 30 grudnia 2015 |
| Wicepremier Minister energii                                  |         | Kacha Kaladze         |                   | Gruzińskie Marzenie            | 30 grudnia 2015 |
| Wicepremier Minister gospodarki i zrównoważonego rozwoju      |         | Dmitrij Kumsiszwili   |                   | Gruzińskie Marzenie            | 30 grudnia 2015 |
| Minister spraw zagranicznych                                  |         | Micheil Janelidze     | Bezpartyjny       | Bezpartyjny                    | 30 grudnia 2015 |
| Minister finansów                                             |         | Nodar Chaduri         |                   | Gruzińskie Marzenie            | 30 grudnia 2015 |
| Minister pracy, zdrowia i polityki społecznej                 |         | Dawit Siergiejenko    | bezpartyjny       | bezpartyjny                    | 30 grudnia 2015 |
| Minister spraw wewnętrznych                                   |         | Giorgi Mgebriszwili   |                   | Gruzińskie Marzenie            | 30 grudnia 2015 |
| Minister sprawiedliwości                                      |         | Tea Culukiani         |                   | Nasza Gruzja – Wolni Demokraci | 30 grudnia 2015 |
| Minister edukacji i nauki                                     |         | Tamar Sanikidze       | bezapartyjny      | bezapartyjny                   | 30 grudnia 2015 |
| Minister uchodźstwa i zakwaterowania                          |         | Sozar Subari          |                   | Gruzińskie Marzenie            | 30 grudnia 2015 |
| Minister ochrony środowiska i zasobów naturalnych             |         | Gigla Agulaszwili     |                   | Partia Republikańska           | 30 grudnia 2015 |
| Minister obrony                                               |         | Tinatin Chidaszeli    |                   | Partia Republikańska           | 30 grudnia 2015 |
| Minister rozwoju regionalnego i infrastruktury                |         | Nodar Jawachiszwili   |                   | Gruzińskie Marzenie            | 30 grudnia 2015 |
| Minister rolnictwa                                            |         | Otar Danelia          | Bezpartyjny       | Bezpartyjny                    | 30 grudnia 2015 |
| Minister więziennictwa                                        |         | Kachi Kachiszwili     |                   | Gruzińskie Marzenie            | 30 grudnia 2015 |
| Minister kultury i ochrony zabytków                           |         | Micheil Giorgadze     | Bezpartyjny       | Bezpartyjny                    | 30 grudnia 2015 |
| Minister sportu i spraw młodzieży                             |         | Tariel Chechikaszwili |                   | Gruzińskie Marzenie            | 30 grudnia 2015 |
| Minister stanu ds. integracji europejskiej i euroatlantyckiej |         | Dawit Bakradze        |                   | Gruzińskie Marzenie            | 30 grudnia 2015 |
| Minister stanu ds. reintegracji                               |         | Paata Zakareiszwili   |                   | Partia Republikańska           | 30 grudnia 2015 |
| Minister stanu ds. diaspory                                   |         | Gela Dumbadze         |                   | Nasza Gruzja – Wolni Demokraci | 30 grudnia 2015 |